# Onfalocele
La onfalocele u onfalocele infantil, también llamada exonfalocele, se da en el momento en el que el embrión presenta las vísceras de la región abdominal fuera de su cuerpo, aunque casi siempre envueltas en un saco.
Estas vísceras provocan una hernia; el órgano o tejido debido a una debilidad abdominal, genera un hueco que da cabida a esta extravisceración. En el caso del síndrome de Patau, la onfalocele se presenta en la base del ombligo.

## Causas
Se han sugerido dos mecanismos que pudiesen originar el defecto:
El primero se refiere a una falla en el plegamiento de las hojas laterales que contribuyen a la formación de la pared abdominal, dando un cierre incompleto de la misma y formación del defecto con la posibilidad de protrusión de parte de hígado.
El segundo mecanismo se ha propuesto como una persistencia de la hernia fisiológica que origina defectos que no incluirán el hígado en su interior.
No hay teratógenos implicados conocidos, sin embargo hay una relación conocida a otros defectos estructurales tanto de origen cromosómico o de tipo genético ya que se ha reportado relación con cardiopatías en un 30% y con cromosomopatias del 15 al 40%.

## Tratamiento
El tratamiento inicial de los recién nacidos con defectos de la pared abdominal
comienza con el ABC de la reanimación (vía aérea, respiración y circulación), y después de evaluar y estabilizar esas funciones, la atención se centra en el defecto mismo de la pared abdominal. La pérdida de calor es un problema importante, por lo que se
debe tener cuidado para secar al bebé y mantener un medio ambiente templado, mientras se protegen las vísceras expuestas. MMM, RCG MJ

## Patología relacionada
La gastrosquisis es un similar defecto de nacimiento, pero en ella no queda implicado el cordón umbilical.